# Tour de l'Avenir 2012
Le Tour de l'Avenir 2012 est la 49e édition du Tour de l'Avenir, une compétition cycliste sur route ouverte aux coureurs de moins de 23 ans. La course se déroule du 26 août au 1er septembre 2012. Elle comporte un prologue suivi de 6 étapes entre Dole (Jura) et Le Grand-Bornand (Haute-Savoie). L'épreuve est la dernière manche de l'UCI Coupe des Nations U23 2012.

## Contexte
Organisée jusqu'en 2011 par Amaury Sport Organisation, l'épreuve est désormais organisée par Alpes Vélo3. ASO soutient toujours fortement l'épreuve en y apportant des moyens techniques et humains nécessaires à la réalisation sportive. Depuis 2012, l'UCI a mis en place une plateforme de formation aux métiers du cyclisme ; l'épreuve française est un support en conditions réelles de course pour l'apprentissage ou le perfectionnement des différents intervenants : commissaires, régulateurs, speakers sur radio tour, motos infos, pilotes de véhicules,.

## Participants
Parmi les favoris à la victoire finale, on retrouve Daan Olivier, Warren Barguil, Ian Boswell, Mattia Cattaneo ou Juan Ernesto Chamorro.

## Étapes
| Étape     | Date    | Ville départ                          | Ville arrivée            | km        | Vainqueur                | Maillot Jaune        |
| --------- | ------- | ------------------------------------- | ------------------------ | --------- | ------------------------ | -------------------- |
| Prologue  | 26 août | Dole                                  | Dole                     | 3.7 (clm) | Jay McCarthy (AUS)       | Jay McCarthy (AUS)   |
| 1re étape | 27 août | Dole                                  | Belleville-sur-Saône     | 178       | Silvan Dillier (SUI)     | Silvan Dillier (SUI) |
| 2e étape  | 28 août | Parc des oiseaux                      | Châtillon-sur-Chalaronne | 140       | Moreno Hofland (NED)     | Silvan Dillier (SUI) |
| 3e étape  | 29 août | Pont d'Ain                            | Annemasse                | 152       | Lukas Pöstlberger (AUT)  | Silvan Dillier (SUI) |
| 4e étape  | 30 août | Seyssel                               | Valloire                 | 155       | Warren Barguil (FRA)     | Warren Barguil (FRA) |
| 5e étape  | 31 août | Valloire-Galibier (déplacé à Rognaix) | Les Saisies              | 44.1      | Alexey Lutsenko (KAZ)    | Warren Barguil (FRA) |
| 6e étape  | 1 sept. | Beaufort                              | Le Grand-Bornand         | 83        | Sergey Pomoshnikov (RUS) | Warren Barguil (FRA) |

NB : à la suite d'intempéries et de la neige en altitude, la cinquième étape vers Les Saisies a été amputée du Col de la Madeleine et s'est courue sur 44,1 kilomètres en lieu et place des 157,6 initialement prévus. De même, le départ a été déplacé de Valloire à Rognaix.

## Résultats des étapes

### Prologue
|   | Coureur             | Pays      | Équipe    |    | Temps      |
| - | ------------------- | --------- | --------- | -- | ---------- |
| 1 | Jay McCarthy        | Australie | Australie | en | 4 min 14 s |
| 2 | Lasse Norman Hansen | Danemark  | Danemark  | +  | 1 s        |
| 3 | Jakob Steigmiller   | Allemagne | Allemagne |    | 2 s        |
| 4 | Danny van Poppel    | Pays-Bas  | Pays-Bas  |    | 2 s        |
| 5 | Moreno Hofland      | Pays-Bas  | Pays-Bas  |    | 2 s        |

|   | Coureur             | Pays      | Équipe    |    | Temps      |
| - | ------------------- | --------- | --------- | -- | ---------- |
| 1 | Jay McCarthy        | Australie | Australie | en | 4 min 14 s |
| 2 | Lasse Norman Hansen | Danemark  | Danemark  | +  | 1 s        |
| 3 | Jakob Steigmiller   | Allemagne | Allemagne |    | 2 s        |
| 4 | Danny van Poppel    | Pays-Bas  | Pays-Bas  |    | 2 s        |
| 5 | Moreno Hofland      | Pays-Bas  | Pays-Bas  |    | 2 s        |

### 1reétape
|   | Coureur           | Pays     | Équipe   |    | Temps           |
| - | ----------------- | -------- | -------- | -- | --------------- |
| 1 | Silvan Dillier    | Suisse   | Suisse   | en | 4 h 07 min 55 s |
| 2 | Davide Villella   | Italie   | Italie   | +  | 0 s             |
| 3 | Klemen Štimulak   | Slovénie | Slovénie |    | 0 s             |
| 4 | Sven Erik Bystrøm | Norvège  | Norvège  |    | 0 s             |
| 5 | Wouter Wippert    | Pays-Bas | Pays-Bas |    | 58 s            |

|   | Coureur           | Pays      | Équipe    |    | Temps           |
| - | ----------------- | --------- | --------- | -- | --------------- |
| 1 | Silvan Dillier    | Suisse    | Suisse    | en | 4 h 12 min 18 s |
| 2 | Davide Villella   | Italie    | Italie    | +  | 1 s             |
| 3 | Sven Erik Bystrøm | Norvège   | Norvège   |    | 7 s             |
| 4 | Klemen Štimulak   | Slovénie  | Slovénie  |    | 30 s            |
| 5 | Jay McCarthy      | Australie | Australie |    | 49 s            |

### 2eétape
|   | Coureur          | Pays      | Équipe    |    | Temps           |
| - | ---------------- | --------- | --------- | -- | --------------- |
| 1 | Moreno Hofland   | Pays-Bas  | Pays-Bas  | en | 3 h 03 min 38 s |
| 2 | Danny van Poppel | Pays-Bas  | Pays-Bas  | +  | m.t             |
| 3 | Wouter Wippert   | Pays-Bas  | Pays-Bas  |    | m.t             |
| 4 | Michel Koch      | Allemagne | Allemagne |    | m.t             |
| 5 | Jan Sokol        | Autriche  | Autriche  |    | m.t             |

|   | Coureur           | Pays      | Équipe    |    | Temps           |
| - | ----------------- | --------- | --------- | -- | --------------- |
| 1 | Silvan Dillier    | Suisse    | Suisse    | en | 7 h 15 min 56 s |
| 2 | Davide Villella   | Italie    | Italie    | +  | 1 s             |
| 3 | Sven Erik Bystrøm | Norvège   | Norvège   |    | 7 s             |
| 4 | Klemen Štimulak   | Slovénie  | Slovénie  |    | 30 s            |
| 5 | Jay McCarthy      | Australie | Australie |    | 49 s            |

### 3eétape
|   | Coureur           | Pays       | Équipe     |    | Temps           |
| - | ----------------- | ---------- | ---------- | -- | --------------- |
| 1 | Lukas Pöstlberger | Autriche   | Autriche   | en | 3 h 23 min 51 s |
| 2 | Vegard Breen      | Norvège    | Norvège    | +  | 0 s             |
| 3 | Bob Jungels       | Luxembourg | Luxembourg |    | 0 s             |
| 4 | Danny van Poppel  | Pays-Bas   | Pays-Bas   |    | 29 s            |
| 5 | Angélo Tulik      | France     | France     |    | 29 s            |

|   | Coureur           | Pays       | Équipe     |    | Temps            |
| - | ----------------- | ---------- | ---------- | -- | ---------------- |
| 1 | Silvan Dillier    | Suisse     | Suisse     | en | 10 h 40 min 16 s |
| 2 | Davide Villella   | Italie     | Italie     | +  | 1 s              |
| 3 | Sven Erik Bystrøm | Norvège    | Norvège    |    | 7 s              |
| 4 | Bob Jungels       | Luxembourg | Luxembourg |    | 22 s             |
| 5 | Lukas Pöstlberger | Autriche   | Autriche   |    | 27 s             |

### 4eétape
|   | Coureur               | Pays     | Équipe   |    | Temps           |
| - | --------------------- | -------- | -------- | -- | --------------- |
| 1 | Warren Barguil        | France   | France   | en | 4 h 11 min 52 s |
| 2 | Gennadi Tatarinov     | Russie   | Russie   | +  | 2 s             |
| 3 | Juan Ernesto Chamorro | Colombie | Colombie |    | 2 s             |
| 4 | Daan Olivier          | Pays-Bas | Pays-Bas |    | 2 s             |
| 5 | Sergey Chernetskiy    | Russie   | Russie   |    | 2 s             |

|   | Coureur               | Pays      | Équipe    |    | Temps            |
| - | --------------------- | --------- | --------- | -- | ---------------- |
| 1 | Warren Barguil        | France    | France    | en | 14 h 53 min 10 s |
| 2 | Juan Ernesto Chamorro | Colombie  | Colombie  | +  | 1 s              |
| 3 | Daan Olivier          | Pays-Bas  | Pays-Bas  |    | 2 s              |
| 4 | Sergey Chernetskiy    | Russie    | Russie    |    | 6 s              |
| 5 | Jay McCarthy          | Australie | Australie |    | 8 s              |

### 5eétape
L'étape, initialement prévue sur 157,6 kilomètres, est amputée du Col de la Madeleine, enneigé. Le tracé est révisé par les organisateurs et finalement la course est courue sur 44,1 kilomètres avec un départ donné depuis Rognaix.
|   | Coureur               | Pays       | Équipe     |    | Temps           |
| - | --------------------- | ---------- | ---------- | -- | --------------- |
| 1 | Alexey Lutsenko       | Kazakhstan | Kazakhstan | en | 1 h 18 min 38 s |
| 2 | Ian Boswell           | États-Unis | États-Unis | +  | 3 s             |
| 3 | Mattia Cattaneo       | Italie     | Italie     |    | 26 s            |
| 4 | Juan Ernesto Chamorro | Colombie   | Colombie   |    | 26 s            |
| 5 | Tim Wellens           | Belgique   | Belgique   |    | 26 s            |

|   | Coureur               | Pays       | Équipe     |    | Temps            |
| - | --------------------- | ---------- | ---------- | -- | ---------------- |
| 1 | Warren Barguil        | France     | France     | en | 16 h 12 min 14 s |
| 2 | Juan Ernesto Chamorro | Colombie   | Colombie   | +  | 1 s              |
| 3 | Mattia Cattaneo       | Italie     | Italie     |    | 9 s              |
| 4 | Sergey Chernetskiy    | Russie     | Russie     |    | 15 s             |
| 5 | Ian Boswell           | États-Unis | États-Unis |    | 19 s             |

### 6eétape
|   | Coureur            | Pays       | Équipe     |    | Temps           |
| - | ------------------ | ---------- | ---------- | -- | --------------- |
| 1 | Sergey Pomoshnikov | Russie     | Russie     | en | 2 h 23 min 53 s |
| 2 | Warren Barguil     | France     | France     | +  | m.t             |
| 3 | Patrick Konrad     | Autriche   | Autriche   |    | m.t             |
| 4 | Ian Boswell        | États-Unis | États-Unis |    | m.t             |
| 5 | Bob Jungels        | Luxembourg | Luxembourg |    | m.t             |

|   | Coureur               | Pays       | Équipe     |    | Temps            |
| - | --------------------- | ---------- | ---------- | -- | ---------------- |
| 1 | Warren Barguil        | France     | France     | en | 18 h 36 min 07 s |
| 2 | Juan Ernesto Chamorro | Colombie   | Colombie   | +  | 1 s              |
| 3 | Mattia Cattaneo       | Italie     | Italie     |    | 9 s              |
| 4 | Sergey Chernetskiy    | Russie     | Russie     |    | 15 s             |
| 5 | Ian Boswell           | États-Unis | États-Unis |    | 19 s             |

## Classements finals

### Classement général
|    | Cycliste              | Pays       | Équipe     |    | Temps            |
| -- | --------------------- | ---------- | ---------- | -- | ---------------- |
| 1  | Warren Barguil        | France     | France     | en | 18 h 36 min 07 s |
| 2  | Juan Ernesto Chamorro | Colombie   | Colombie   | +  | 1 s              |
| 3  | Mattia Cattaneo       | Italie     | Italie     |    | 9 s              |
| 4  | Sergey Chernetskiy    | Russie     | Russie     |    | 15 s             |
| 5  | Ian Boswell           | États-Unis | États-Unis |    | 19 s             |
| 6  | Sergey Pomoshnikov    | Russie     | Russie     |    | 26 s             |
| 7  | Gennadi Tatarinov     | Russie     | Russie     |    | 31 s             |
| 8  | Daan Olivier          | Pays-Bas   | Pays-Bas   |    | 42 s             |
| 9  | Patrick Konrad        | Autriche   | Autriche   |    | 45 s             |
| 10 | Tim Wellens           | Belgique   | Belgique   |    | 49 s             |

### Classements annexes
|   | Cycliste              | Pays       | Équipe     | Points |
| - | --------------------- | ---------- | ---------- | ------ |
| 1 | Warren Barguil        | France     | France     | 78     |
| 2 | Alexey Lutsenko       | Kazakhstan | Kazakhstan | 76     |
| 3 | Juan Ernesto Chamorro | Colombie   | Colombie   | 61     |

|   | Cycliste              | Pays     | Équipe   | Points |
| - | --------------------- | -------- | -------- | ------ |
| 1 | Warren Barguil        | France   | France   | 59     |
| 2 | Juan Ernesto Chamorro | Colombie | Colombie | 42     |
| 3 | Sergey Pomoshnikov    | Russie   | Russie   | 26     |

#### Classement par équipes
|   | Équipe   |    | Temps            |
| - | -------- | -- | ---------------- |
| 1 | Russie   | en | 55 h 49 min 33 s |
| 2 | France   | +  | 10 min 01 s      |
| 3 | Colombie |    | 10 min 45 s      |

## Évolution des classements
| Étape              | Vainqueur          | Classement général | Classement par points | Classement de la montagne | Classement par équipes | Prix de la combativité |
| ------------------ | ------------------ | ------------------ | --------------------- | ------------------------- | ---------------------- | ---------------------- |
| P                  | Jay McCarthy       | Jay McCarthy       | Jay McCarthy          | Non attribué              | Allemagne              |                        |
| 1                  | Silvan Dillier     | Silvan Dillier     | Silvan Dillier        | Davide Villella           | Italie                 |                        |
| 2                  | Moreno Hofland     | Silvan Dillier     | Wouter Wippert        | Davide Villella           | Italie                 | Eduardo Sepúlveda      |
| 3                  | Lukas Pöstlberger  | Silvan Dillier     | Danny van Poppel      | Davide Villella           | Norvège                | Daniil Fominykh        |
| 4                  | Warren Barguil     | Warren Barguil     | Danny van Poppel      | Juan Ernesto Chamorro     | Italie                 | Alexey Lutsenko        |
| 5                  | Alexey Lutsenko.   | Warren Barguil     | Danny van Poppel      | Juan Ernesto Chamorro     | Italie                 | Alexey Lutsenko        |
| 6                  | Sergey Pomoshnikov | Warren Barguil     | Warren Barguil        | Warren Barguil            | Russie                 |                        |
| Classements finals | Classements finals | Warren Barguil     | Warren Barguil        | Warren Barguil            | Russie                 | n/a                    |